# Estadio Atilio Paiva Olivera
Het Estadio Atilio Paiva Olivera is een multifunctioneel stadion in Rivera, Uruguay. Het stadion wordt meestal gebruikt voor voetbalwedstrijden. Er kunnen 37.135 toeschouwers in. 
In 1995 werd dit stadion gebruikt voor de Copa América van dat jaar. Alle 6 de wedstrijden in groep B werden in dit stadion gespeeld en daarnaast ook nog de kwartfinale tussen Brazilië en Argentinië (2–2). 
Ook het Zuid-Amerikaanse kampioenschap voetbal onder 17 jaar werd in 1999 onder andere in dit stadion gespeeld. 